# Bikers News
Die Bikers News war eine Zeitschrift, die sich mit Motorradrockern und Motorrädern befasste. Ihr Schwerpunkt lag auf der Berichterstattung über die Motorradclubszene und deren Motorräder wie Choppern, Custombikes und Harley-Davidson. Mit ihrem Konzept richtete sie sich überwiegend an eine Leserschaft aus diesen Kreisen und verstand sich als Sprachrohr der deutschen Biker- und Rockerszene.
Die Bikers News erschien monatlich mit einer Druckauflage von etwa 100.000 Exemplaren. Jede Ausgabe wurde mit aktuellen Themen herausgegeben, die Artikel berichteten aus der Motorradclubszene, wie zum Beispiel Veranstaltungsberichte, Ausstellungen, Nachrichten, Hintergrundberichte, Porträts, technische Berichte und praktische Tipps. Außerdem befand sich in jeder Ausgabe ein Veranstaltungskalender sowie ein Kleinanzeigenmarkt.
Die Bikers News erschien im Huber Verlag, Mannheim.
Am 29. Juni 2020 wurde bekannt gegeben, dass der Huber-Verlag geschlossen wird und das Magazin eingestellt wird. Am 28. Juni 2020 verabschiedete sich die Redaktion auf ihrer Facebook-Seite.